# Jevgenij Chalděj
Jevgenij Anaňjevič Chalděj (rusky Евгений Ананьевич Халдей; 10. březnajul./ 23. března 1917greg., Doněck – 6. října 1997, Moskva) byl sovětský fotograf Rudé armády, známý svou fotografií ruského vojáka, který umísťuje rudou vlajku na střechu budovy Říšského sněmu v Berlíně (Reichstag), která měla znamenat porážku Německa. Fotografii také proslavil fakt, že byla rekonstrukcí skutečné události. Chalděj naaranžoval jiného vojáka se sovětskou vlajkou na střechu později. Původní voják se jmenoval Michail Minin, bylo mu 23 let a vyšplhal se na střechu budovy 30. dubna 1945 ve 22:40, tedy v době, kdy na reportážní fotografování byla již tma.

## Život a dílo
Chalděj se narodil v židovské rodině na Ukrajině. Působil v redakci sovětského magazínu SSSR na strojke, který vycházel ve čtyřech jazykových verzích v letech 1930–1941. Ve své době měl tento časopis nezanedbatelné místo v historii fotožurnalistiky za svůj významný přínos v publikování obrazových zpráv.

## Galerie

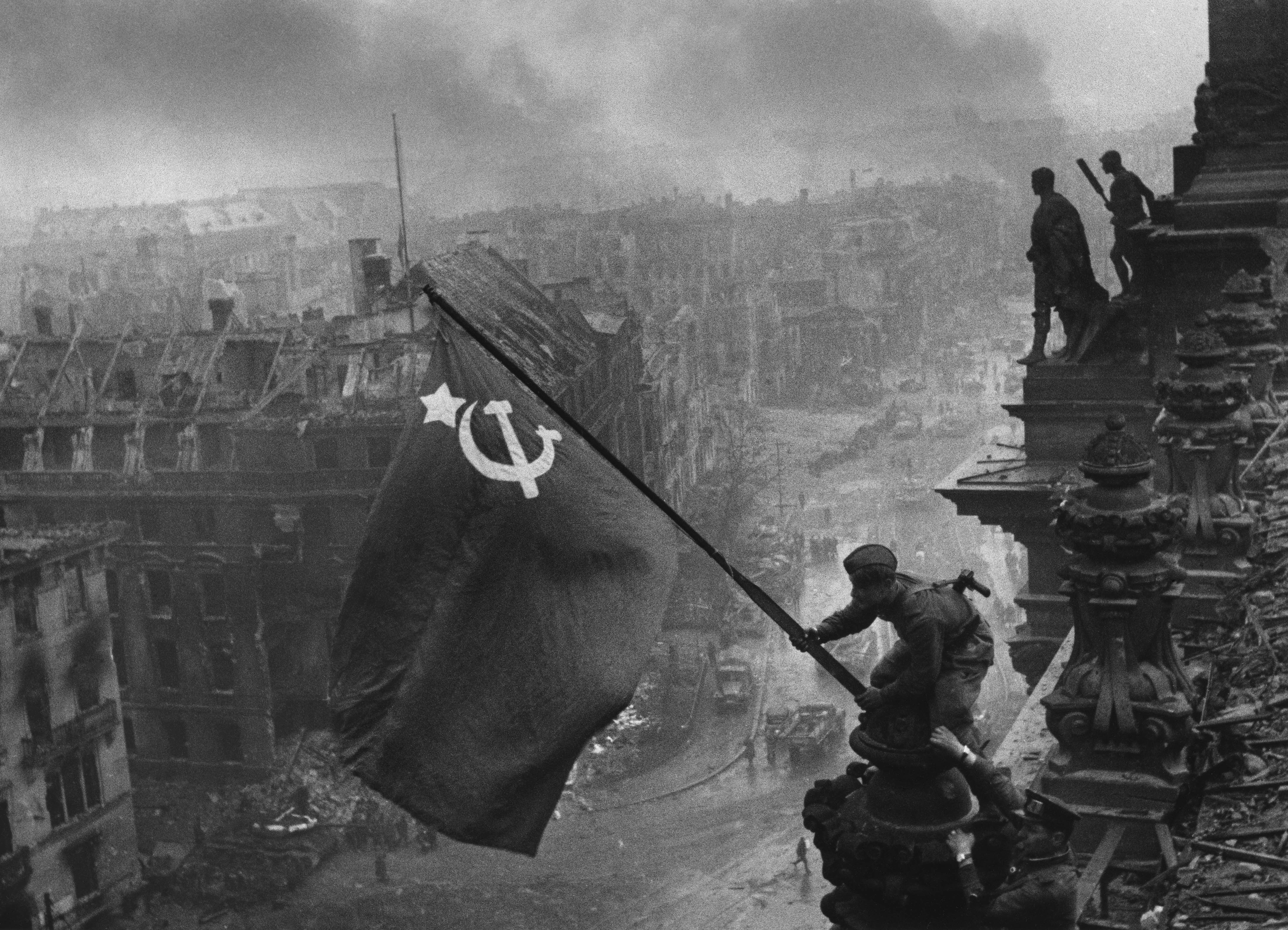
Vztyčení vlajky nad Reichstagem, 2. května 1945
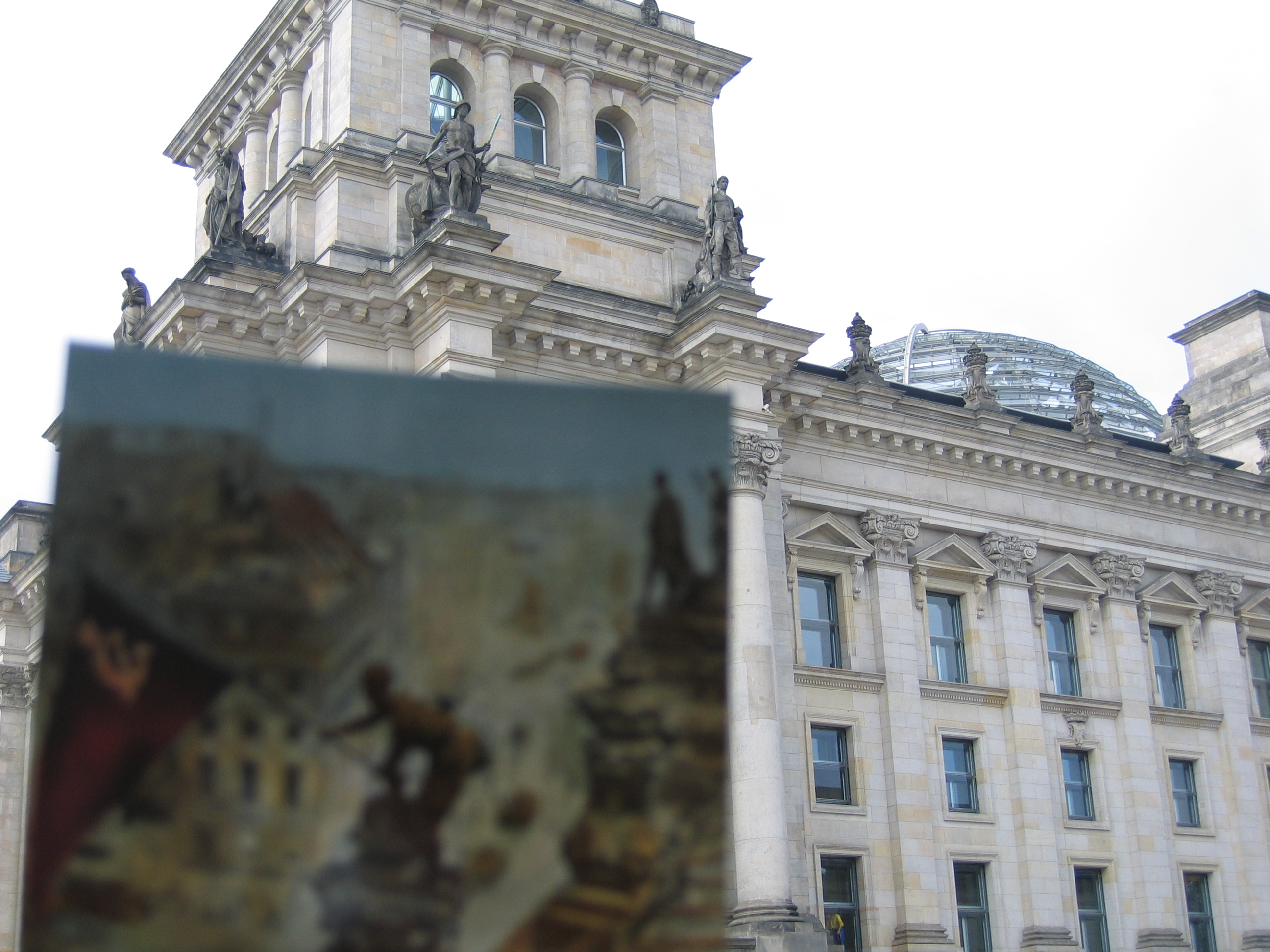
Říšský sněm v roce 2007; z něho Chalděj fotografoval známou fotografii
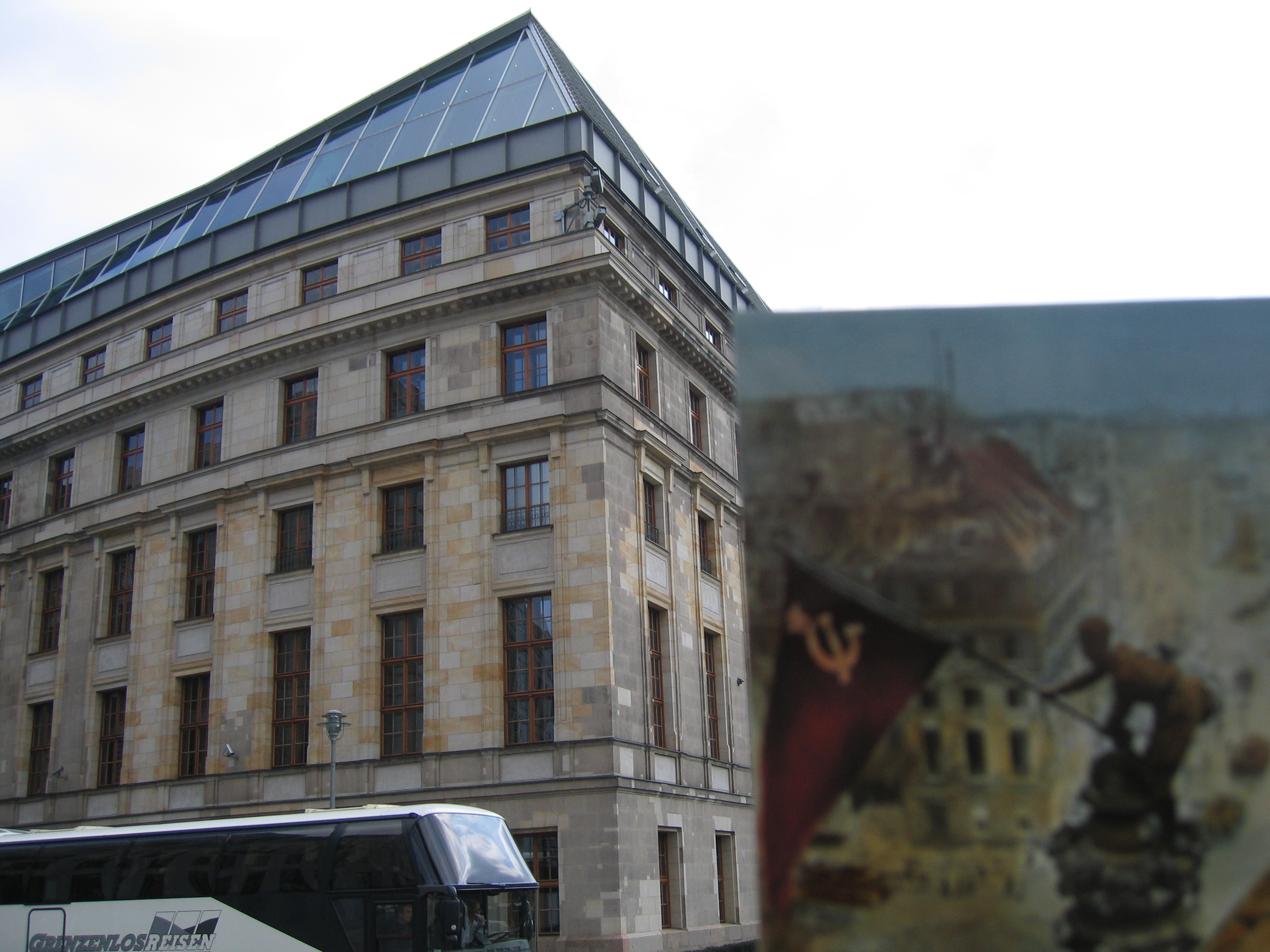
Budovy zachycené na snímku v roce 2007
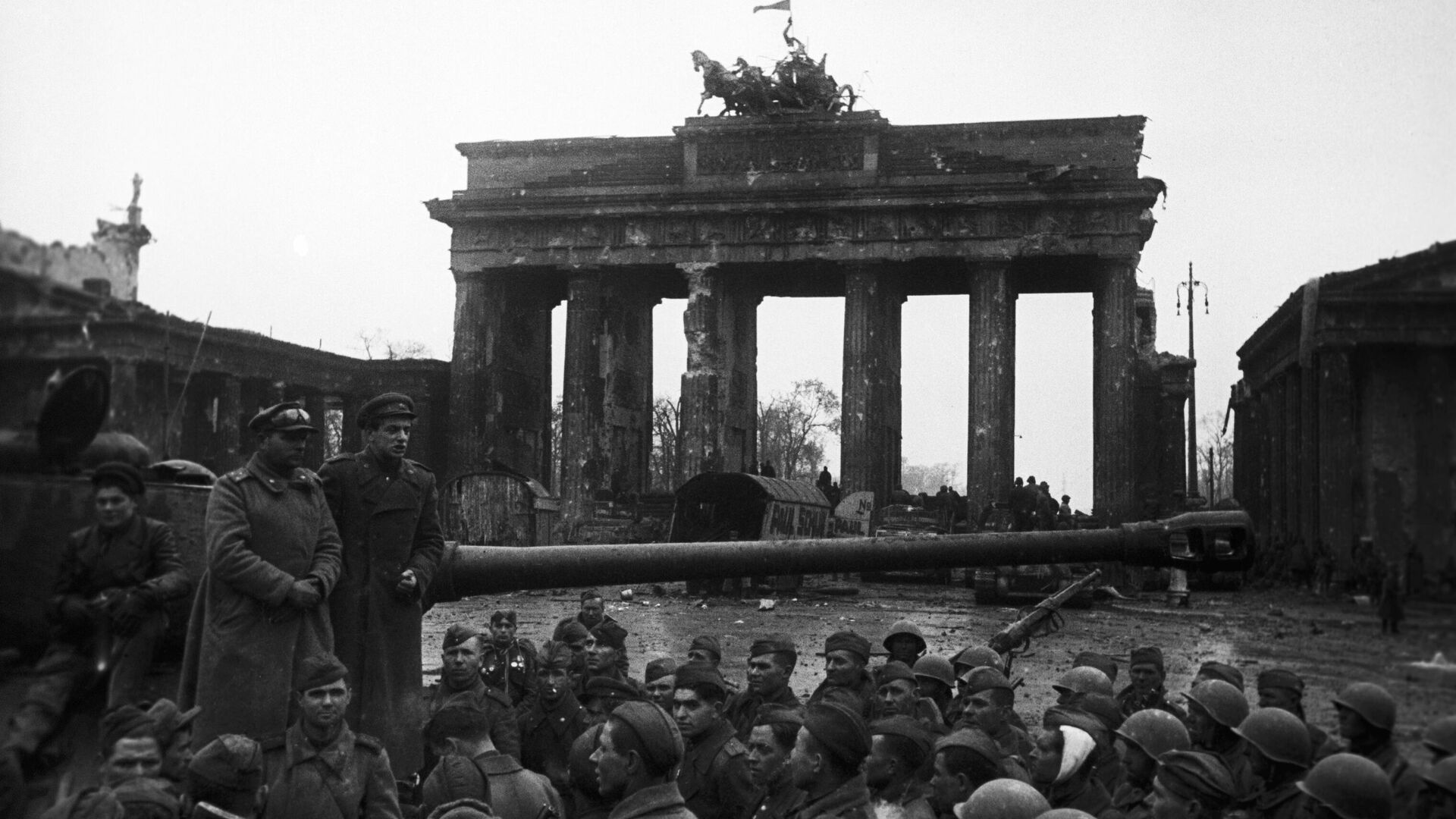
Básník Jevgenij Dolmatovskij čte své básně sovětským vojákům Rudé armády u Braniborské brány v Berlíně, v Německu okupovaném spojenci, 2. května 1945
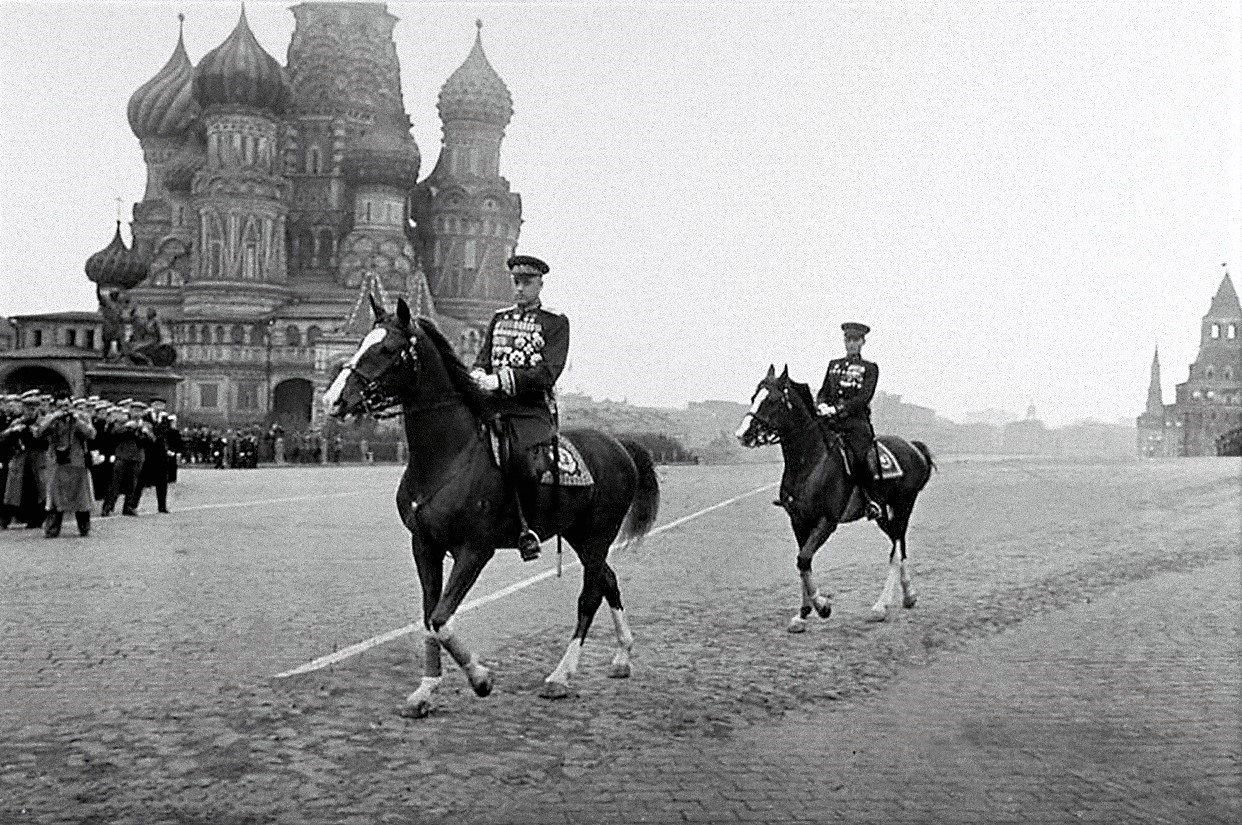
Velitel přehlídky, maršál Sovětského svazu K. K. Rokossovskij, 24. června 1945
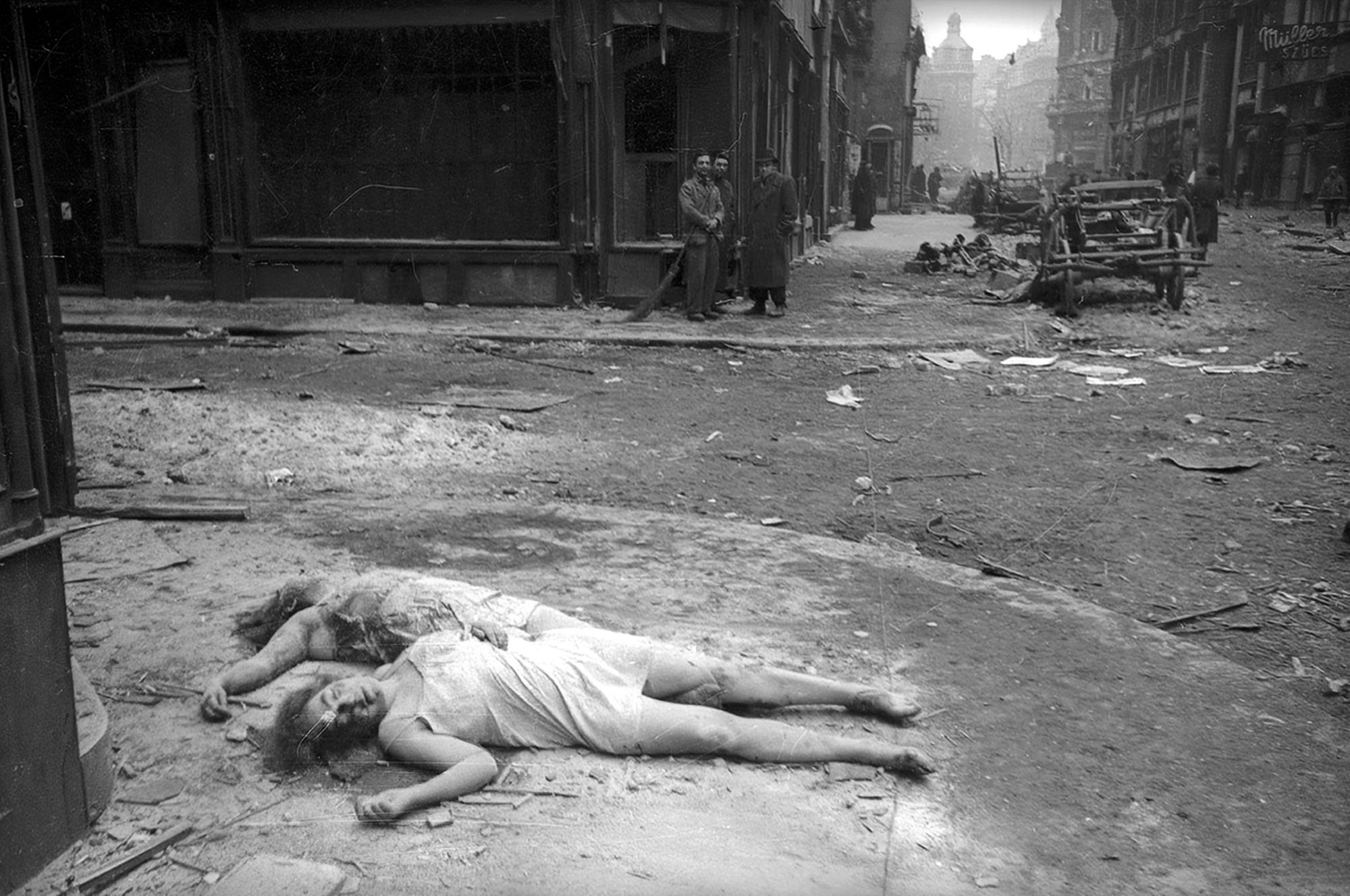
Těla zabitých žen v osvobozeném budapešťském ghettu. Ulice Šándora Petöfiho (Petőfi Sándor utca). Vlevo ulička Pilvaks (Pilvax köz). Pohled směrem k náměstí Františkánů (Ferenciek tere). Více než 220 tisíc budapešťských Židů bylo za fašistického režimu přemístěno do ghetta.
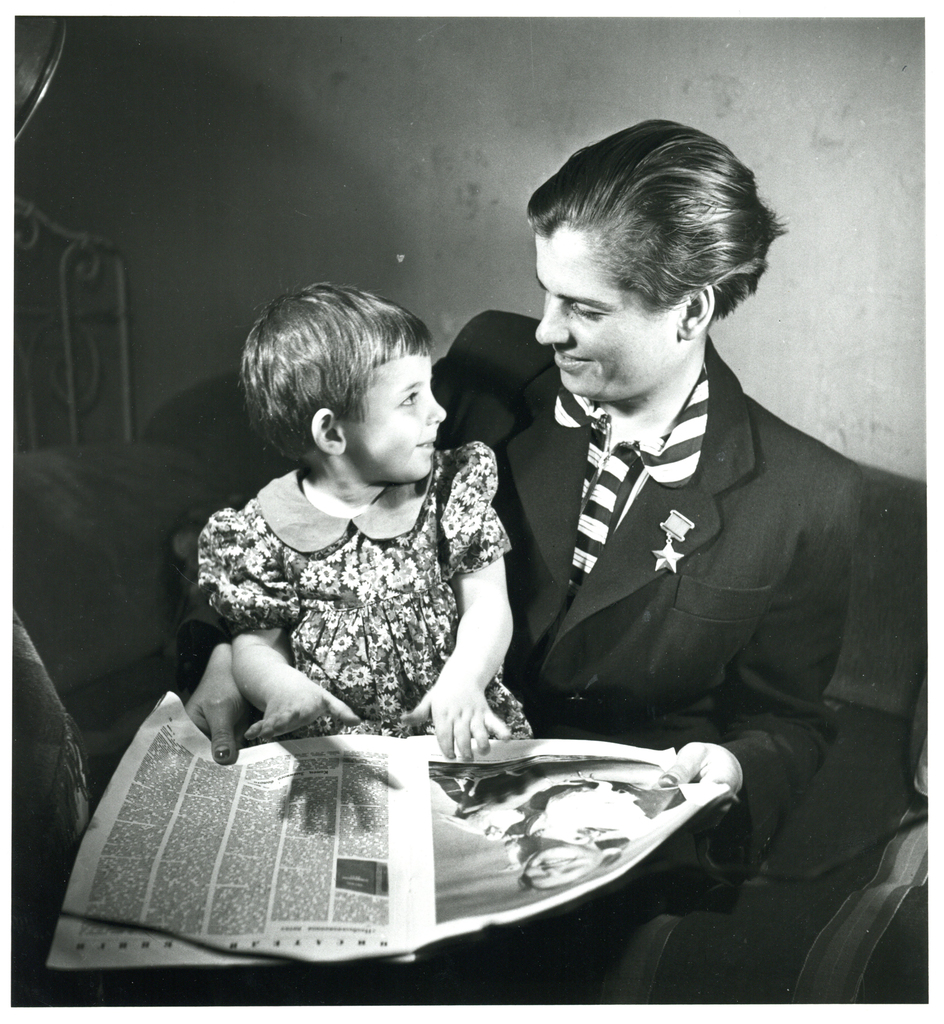
Moskva. Marína Pavlovna Čečnevová, letkyně 46. gardového leteckého pluku, Hrdinka Sovětského svazu, se svou dcerou Valentínou
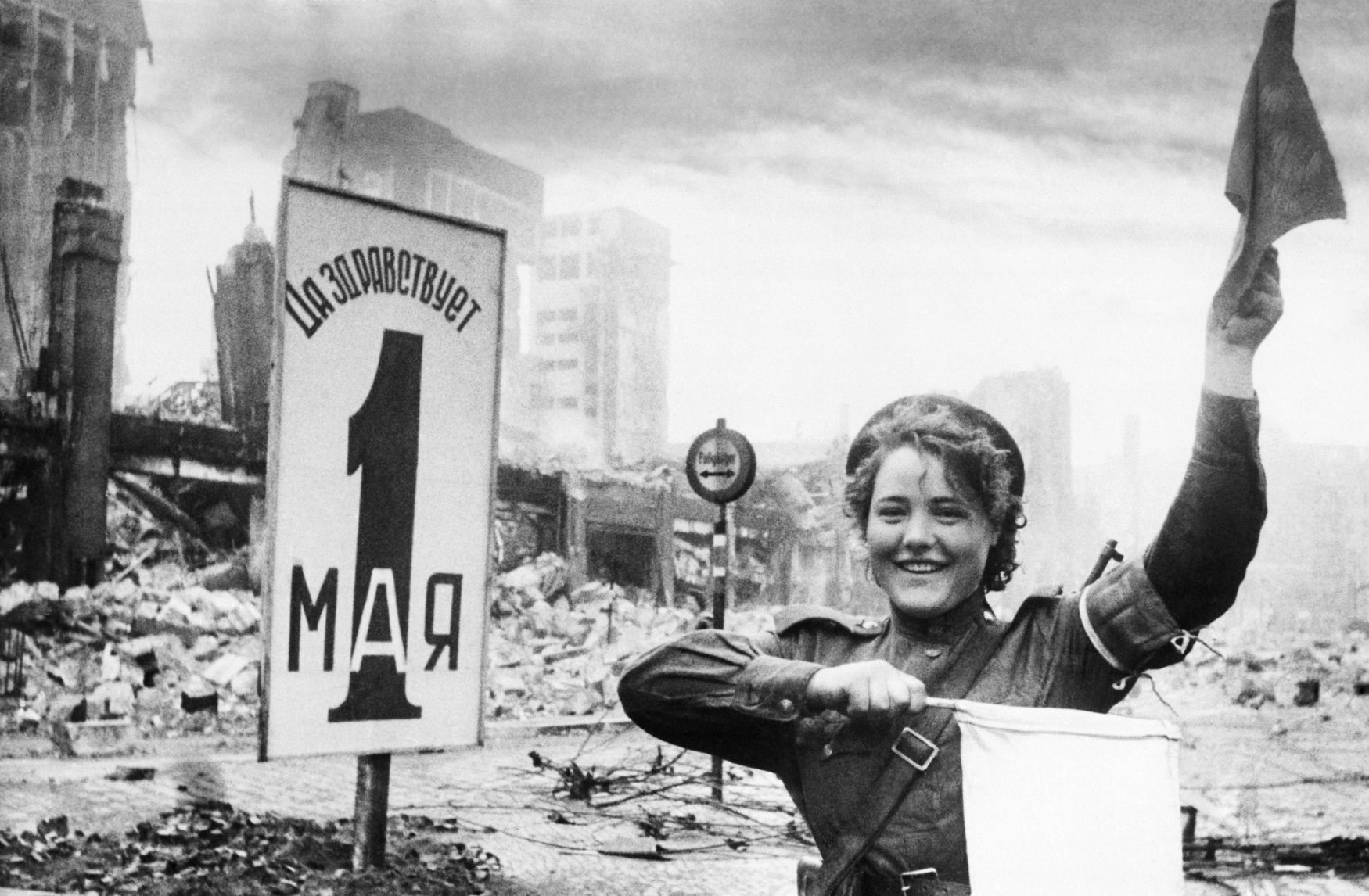
Marija Timofejevna Šalněvová (Něnachovová), rozená v roce 1923, desátník 87. samostatného silničního a provozního batalionu, reguluje dopravu vojenské techniky nedaleko Reichstagu v Berlíně